# Prisonniers de guerre japonais en Union soviétique

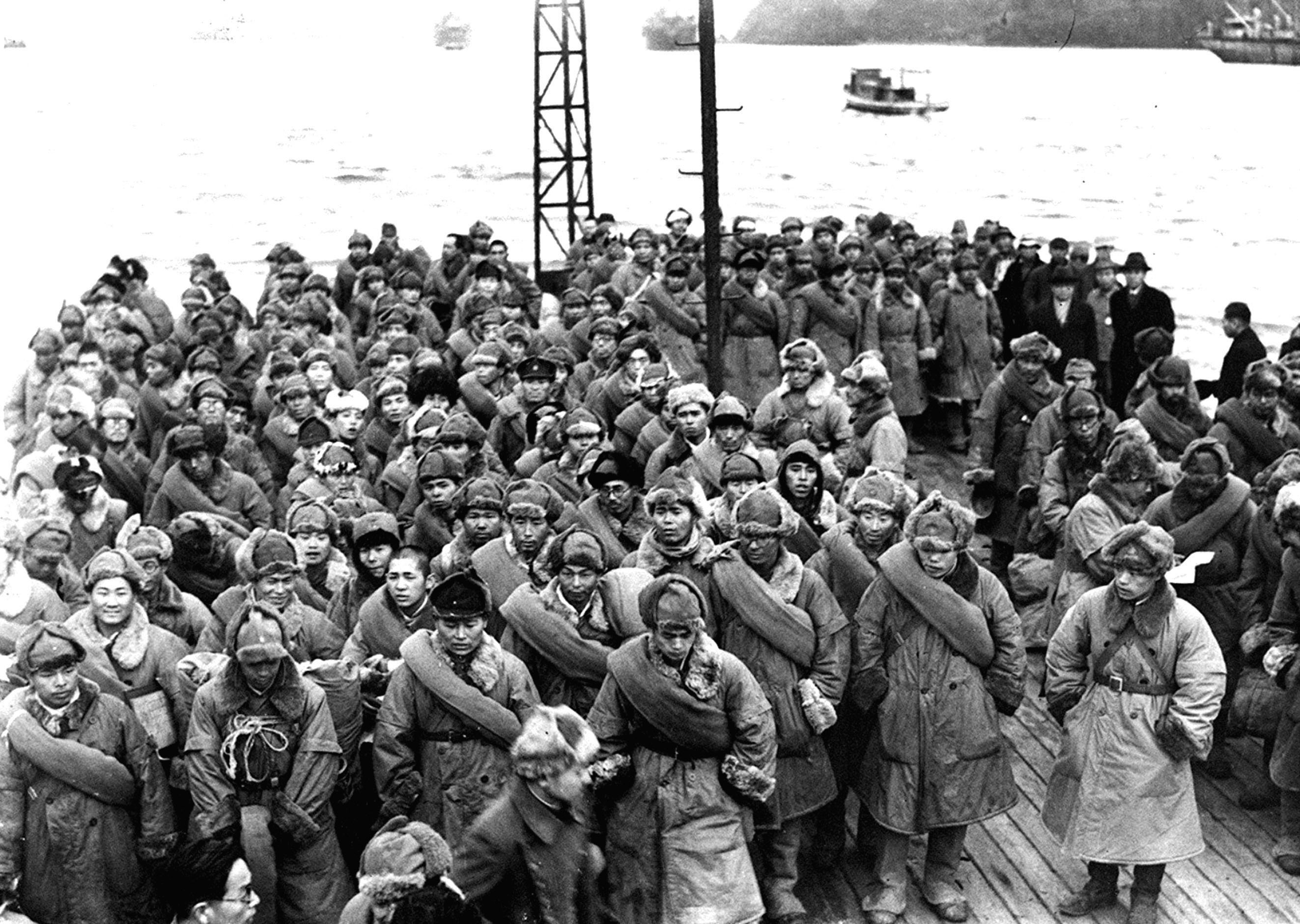
Soldats japonais rapatriés de Sibérie en attente de leur débarquement à Maizuru en 1946.

À la fin de la Seconde Guerre mondiale, environ 510 000 prisonniers de guerre japonais étaient internés en Union soviétique et en Mongolie, dans des camps de travail. Environ 10 pour cent d'entre eux moururent en raison de la dureté de leurs conditions de captivité. Le nombre de prisonniers capturés était plus élevé — environ 580 000 —, mais certains d'entre eux furent libérés dès 1945.
La plupart des 3,5 millions de militaires japonais, qui étaient hors du Japon au moment de la capitulation de leur pays, furent désarmés par les États-Unis et la Chine du Guomindang, et rapatriés en 1946. Les Alliés occidentaux firent 35 000 prisonniers japonais entre le 7 décembre 1941 et le 15 août 1945, c'est-à-dire avant la capitulation du Japon. L'Union soviétique garda ses prisonniers de guerre beaucoup plus longtemps et les employa comme main-d'œuvre.

## Histoire
La majorité des Japonais détenus en URSS ne se considèrent pas eux-mêmes comme des « prisonniers de guerre », mais comme des « internés », car ils déposèrent volontairement les armes après la capitulation du Japon. Le nombre de Japonais capturés au cours des combats est très faible.
Après la défaite de l'Armée japonaise du Guandong en Mandchourie, des militaires japonais furent capturés en Mandchourie, en Corée du Nord, dans le Sud de l'île de Sakhaline et dans les îles Kouriles. Ils furent envoyés vers le sud de la Sibérie (kraï du Primorié, kraï de Khabarovsk, kraï de Krasnoïarsk), le Kazakhstan, la RSSA de Bouriatie-Mongolie et l'Ouzbékistan. En 1946, environ 500 000 prisonniers de guerre japonais étaient détenus dans 49 camps de travail administrés par le GOuPVI. Deux autres camps étaient réservés aux condamnés pour divers crimes.
La captivité des prisonniers de guerre japonais était régie par le décret no 9898cc du Comité d'État de Défense de l'URSS, intitulé « Sur la réception, l'hébergement et le travail des prisonniers de guerre japonais » (О приеме, размещении, трудовом использовании военнопленных японской армии) daté du 23 août 1945.
Plus de 200 000 prisonniers japonais furent affectés à la construction de la voie ferrée Baïkal Amour Magistral. Ils étaient répartis en huit camps, situés à Komsomolsk-sur-l'Amour (deux camps), Sovetskaïa Gavan, la gare de chemin de fer de Raïtchikha, la gare d'Izvestovaïa (kraï de Khabarovsk), Krasnaïa Zaria (oblast de Tchita), Taïchet et Novo-Grichino (oblast d'Irkoutsk).
Le rapatriement des prisonniers commença en 1946.
| Année | Nombre  | Observations                   |
| ----- | ------- | ------------------------------ |
| 1946  | 18 616  |                                |
| 1947  | 166 240 |                                |
| 1948  | 175 000 |                                |
| 1949  | 97 000  | 971 transférés en RP de Chine. |
| 1950  | 1 585   | 2 988 restant en URSS.         |

Ceux qui restèrent en URSS après 1950 étaient détenus sous diverses accusations. Les libérations reprirent en 1953 à la suite d’amnisties et le dernier grand groupe de 1 025 prisonniers de guerre japonais fut libéré le 23 décembre 1956.
Il existe une soixantaine d’associations d'anciens internés japonais ou de membres de leurs familles. L'Union soviétique n'a pas fourni les listes des prisonniers de guerre et n'a pas non plus autorisé les parents à venir sur les sites où les prisonniers morts ont été enterrés. Cela n'est devenu possible qu'après la dislocation de l'Union soviétique.

## Les détenus japonais et les Russes
L'historien S. Kouznetsov, doyen du département d'Histoire de l'université d'État d'Irkoutsk est un des premiers chercheurs à avoir étudié ce sujet. Il interrogea des milliers d'anciens internés et aboutit à la conclusion que l'« internement en Sibérie » — suivant l'expression japonaise — a été un phénomène unique et paradoxal. Beaucoup d'entre eux gardent une certaine nostalgie de cette période de leur vie. Dans leurs mémoires et souvenirs, ils font une distinction entre l'attitude de la machine d'État soviétique et les Russes ordinaires.
Contrairement aux Allemands, les Japonais n'ont pas été associés par les Russes aux atrocités nazies commises sur le territoire soviétique, bien que l'attitude première des Russes fut hostile, sous l'influence de la propagande soviétique. Qui plus est, des relations romantiques entre internés japonais et femmes russes n'étaient pas rares. Par exemple, dans la ville de Kansk (kraï de Krasnoïarsk), une cinquantaine de Japonais épousèrent des femmes de la localité et y restèrent. Les Japonais remarquèrent aussi la pauvreté généralisée de la population russe.
Ils rencontrèrent également des prisonniers politiques soviétiques dans les camps du Goulag, nombreux en Sibérie à l'époque, et acquirent une bonne compréhension du système soviétique. Tous se souviennent de l'endoctrinement idéologique au cours de séances quotidiennes obligatoires d'« étude de la démocratie », mais très peu adhérèrent au communisme. Beaucoup de Japonais conservent aussi des souvenirs négatifs comme le vol de leurs biens personnels, la brutalité des gardiens des camps, les hivers rudes et le travail épuisant.

## Recherches historiques en Russie
Les recherches historiques sur les prisonniers de guerre japonais en Union soviétique sont devenues possibles en Russie après la dislocation de l'Union soviétique. Auparavant, la seule information publique sur les prisonniers de guerre capturés par l'Union soviétique pendant la Seconde Guerre mondiale concernait le nombre de prisonniers. Après l'ouverture des archives secrètes soviétiques, l'ampleur exacte du travail des prisonniers de guerre en Union soviétique est devenue connue et ce sujet a été évoqué dans les médias.
Les prisonniers de guerre japonais ont intéressé des historiens de la Sibérie et de l'Extrême-Orient russe, qui ont eu accès aux archives du NKVD/MVD et du PCUS. Un certain nombre de mémoires universitaires (thèses de doctorat) ont été présentés sur les prisonniers de guerre dans différentes régions de l'URSS. En 2000, un recueil de documents relatifs aux prisonniers de guerre en URSS a été publié, comportant des informations importantes sur les prisonniers japonais. Dans les années 2000, plusieurs ouvrages sur les prisonniers de guerre japonais ont été publiés en Russie. Environ 2 000 mémoires de prisonniers de guerre japonais en Union soviétique ont été publiés au Japon.